# Loximnesicles luzonicus
Loximnesicles luzonicus är en insektsart som beskrevs av Marius Descamps 1974. Loximnesicles luzonicus ingår i släktet Loximnesicles och familjen Chorotypidae. Inga underarter finns listade i Catalogue of Life.